# グローバルダイヤモンド
株式会社グローバルダイヤモンド（英文社名 GLOBAL DIAMOND CO.,LTD.）は、東京都千代田区に本社を置く工業用ダイヤモンドの輸入専門商社である。

## 主力製品・事業
- 工業用合成ダイヤモンドパウダー
- クラスターダイヤモンドパウダー
- CBNパウダー
- CVD多結晶ダイヤモンド素材
- 工業用天然ダイヤモンドパウダー
- 工業用天然ダイヤモンドバイト
- 粉体受託分析業務

## 沿革
- 1977年11月、東京都練馬区にてダイヤモンド原石の輸入を目的として資本金200万円で会社設立
- 1980年 4月、装飾用ダイヤの研磨および輸入販売を開始
- 1981年 6月、東京都千代田区丸ビルに本社移転
- 1982年10月、合成ダイヤモンド、CBNパウダーの輸出入販売を開始
- 1984年12月、装飾用貴石、半貴石の輸出入販売を開始
- 1987年 3月、東京都港区赤坂に本社移転
- 1988年12月、ダイヤモンド、CBN工具の輸出入販売開始
- 1990年 9月、資本金を800万円に増資、ダイヤモンド工業協会入会
- 1995年10月、資本金を2,000万円に増資
- 1998年 2月、ウクライナ共和国のダイヤモンド、CBN製造工場に資本参加
- 1999年 9月、中国における有力CBN/ダイヤモンド製造会社との取引開始
- 2011年 3月、レジン系合成ダイヤモンドの世界的生産シェアを誇る、中国・Famous社と日本総代理契約を締結
- 2012年 7月、金属実体顕微鏡をはじめに、検査機器等の設備導入を強化
- 2015年 5月、東京都千代田区麹町に本社移転・増床（クリーンブース、検査室設置）
- 2016年 4月、砥粒の受託分析業務開始
- 2017年 9月、タイ・バンコクに連絡事務所を開設
- 2020年 3月、BCP対策の一環として福岡事務所開設